# Clepsis virescana
Clepsis virescana es una especie de polilla del género Clepsis, categorizada en la tribu Archipini, de la subfamilia Tortricinae.

## Distribución
Se distribuye por México y Estados Unidos.

## Taxonomía
Fue descrita por Clemens en 1865 y publicada en (Smicrotes), Proc. ent. Soc. Philad. 5: 140.